# Villars-le-Pautel
Villars-le-Pautel là một xã ở tỉnh Haute-Saône trong vùng Franche-Comté phía đông Pháp. Xã có diện tích 12,18 km², dân số năm 2006 là 159 người. Khu vực này có độ cao từ 220-342 mét trên mực nước biển.